# Persone di nome Silvana
| Questa pagina contiene informazioni ricavate automaticamente dalle voci biografiche con l'ausilio del template Bio e di un bot. L'aggiornamento è periodico e automatico e ricostruisce completamente la pagina. Se manca una persona in questa lista, sei pregato di non aggiungerla, ma accertati piuttosto che la sua voce biografica contenga il template Bio e che i dati anagrafici siano correttamente compilati. Se il template Bio manca, inseriscilo tu stesso o, in alternativa, metti l'avviso {{tmp\|Bio}} che ne segnala la mancanza. Se i dati riportati sono sbagliati, correggi direttamente la voce biografica; le modifiche saranno visibili in questa lista entro pochi giorni. Per chiarimenti vedi il progetto antroponimi. La lista contiene solo le 61 persone che sono citate nell'enciclopedia e per le quali è stato implementato correttamente il template Bio. Pagina aggiornata al 22 lug 2025. |

Questa è una lista di persone presenti nell'enciclopedia che hanno il nome Silvana, suddivise per attività principale.

## Attiviste(1)
- Silvana Fucito, attivista italiana (Napoli, n. 1950)

## Attrici(10)
- Silvana Bacci, attrice italiana (n. 1946)
- Silvana Blasi, attrice italiana (Ancona, n. 1931 - Ancona, † 2017)
- Silvana Bosi, attrice e regista teatrale italiana (Ferrara, n. 1934 - Roma, † 2020)
- Silvana Corsini, attrice italiana (Roma, n. 1941)
- Silvana Fallisi, attrice e comica italiana (Buccheri, n. 1964)
- Silvana Jachino, attrice italiana (Milano, n. 1916 - Morciano di Romagna, † 2004)
- Silvana Mangano, attrice italiana (Roma, n. 1930 - Madrid, † 1989)
- Silvana Pampanini, attrice e personaggio televisivo italiana (Roma, n. 1925 - Roma, † 2016)
- Silvana Scandariato, attrice e costumista italiana
- Silvana Stefanini, attrice italiana (Città della Pieve, n. 1931)

## Calciatrici(2)
- Silvana Chojnowski, calciatrice tedesca (Francoforte sul Meno, n. 1994)
- Silvana Parisi, ex calciatrice italiana (Messina, n. 1955)

## Cantanti(3)
- Silvana Aliotta, cantante italiana (Reggio Calabria, n. 1949)
- Silvana Fioresi, cantante italiana (Genova, n. 1920 - Milano, † 2002)
- Lara Saint Paul, cantante italiana (Asmara, n. 1945 - Casalecchio di Reno, † 2018)

## Cestiste(7)
- Silvana Grisotto, cestista italiana (Torino, n. 1941 - Sesto San Giovanni, † 2012)
- Silvana Lenzu, ex cestista italiana (Cagliari, n. 1948)
- Silvana Mirvić, ex cestista jugoslava (Višegrad, n. 1971)
- Silvana Pérez, ex cestista peruviana (Lima, n. 1963)
- Silvana Pierucci, cestista, lunghista e multiplista italiana (Genova, n. 1929 - Genova, † 2017)
- Silvana Rocco, cestista italiana (Trieste, n. 1920 - † 2004)
- Silvana Maria Costa Teixeira, ex cestista brasiliana (São Luís, n. 1960)

## Doppiatrici(1)
- Silvana Fantini, doppiatrice italiana (Milano, n. 1954)

## Filosofe(1)
- Silvana Castignone, filosofa e attivista italiana (Borgomanero, n. 1931 - Borgomanero, † 2023)

## Giocatrici di curling(1)
- Silvana Tirinzoni, giocatrice di curling svizzera (Dielsdorf, n. 1979)

## Giornaliste(2)
- Silvana Giacobini, giornalista, scrittrice e conduttrice televisiva italiana (Roma, n. 1939)
- Silvana Mauri, giornalista, scrittrice e traduttrice italiana (Roma, n. 1920 - Milano, † 2006)

## Giuriste(2)
- Silvana Arbia, giurista italiana (Senise, n. 1952)
- Silvana Sciarra, giurista italiana (Trani, n. 1948)

## Mezzofondiste(1)
- Silvana Cruciata, ex mezzofondista e maratoneta italiana (Napoli, n. 1953)

## Modelle(2)
- Silvana Santaella, modella venezuelana (Caracas, n. 1983)
- Silvana Suárez, modella argentina (Córdoba, n. 1958 - Nono, † 2022)

## Pallavoliste(1)
- Silvana Čauševa, pallavolista bulgara (Smoljan, n. 1995)

## Politiche(8)
- Silvana Comaroli, politica italiana (Soncino, n. 1967)
- Silvana Dameri, politica italiana (Novi Ligure, n. 1952)
- Silvana Fachin Schiavi, politica italiana (Socchieve, n. 1938)
- Silvana Giannuzzi, politica italiana (Pozzuoli, n. 1965)
- Silvana Mura, politica italiana (Chiari, n. 1958)
- Silvana Nappi, politica italiana (San Gennaro Vesuviano, n. 1952)
- Silvana Pisa, politica italiana (Castel San Pietro Terme, n. 1944)
- Silvana Snider, politica italiana (Villa di Chiavenna, n. 1964)

## Rapper(1)
- Silvana Imam, rapper lituana (Plungė, n. 1986)

## Registe(1)
- Silvana Maja, regista, scrittrice e giornalista italiana (Napoli, n. 1963 - Napoli, † 2019)

## Schermitrici(2)
- Silvana Giancola, ex schermitrice argentina (n. 1962)
- Silvana Sconciafurno, ex schermitrice italiana (Tunisi, n. 1941)

## Sciatrici alpine(1)
- Silvana Erlacher, ex sciatrice alpina italiana (Cortina d'Ampezzo, n. 1967)

## Scrittrici(6)
- Silvana De Mari, scrittrice e blogger italiana (Santa Maria Capua Vetere, n. 1953)
- Silvana Gandolfi, scrittrice italiana (Roma, n. 1940)
- Silvana Giorgetti, scrittrice italiana (Roma, n. 1922 - Roma, † 2005)
- Silvana Grasso, scrittrice italiana (Macchia di Giarre, n. 1952)
- Silvana La Spina, scrittrice italiana (Galliera Veneta, n. 1945)
- Silvana Lattmann, scrittrice e poetessa italiana (Napoli, n. 1918 - Rüschlikon, † 2023)

## Storiche(2)
- Silvana Casmirri, storica italiana (n. 1949)
- Silvana Seidel Menchi, storica italiana (Firenze, n. 1938)

## Tenniste(2)
- Silvana Lazzarino, ex tennista italiana (Roma, n. 1933)
- Silvana Urroz, tennista cilena (n. 1955 - † 1990)

## Tiratrici a volo(1)
- Silvana Stanco, tiratrice a volo italiana (Zurigo, n. 1993)

## Senza attività specificata(3)
- Silvana Amati, ex politica italiana (Senigallia, n. 1947)
- Silvana De Stefano, architetta, pittrice e scultrice italiana (Napoli, n. 1954)
- Silvana Valente, paraciclista italiana (Schio, n. 1963)